# Trochalus subnitens
Trochalus subnitens är en skalbaggsart som beskrevs av Louis Burgeon 1944. Trochalus subnitens ingår i släktet Trochalus och familjen Melolonthidae. Inga underarter finns listade i Catalogue of Life.